# 卡纳
卡纳（Khanna），是印度旁遮普邦Ludhiana县的一个城镇。总人口103059（2001年）。

## 人口
该地2001年总人口103059人，其中男性55290人，女性47769人；0—6岁人口11914人，其中男6580人，女5334人；识字率71.82%，其中男性为74.85%，女性为68.32%。